# Kirkuk (gouvernement)
Kirkuk of Kirkoek is een gouvernement (provincie) in Irak. Het telt 753.171 inwoners op een oppervlakte van 10.282 km².
Tussen 1976 en 2006 heette de provincie At-Ta'mim dat "socialisme" betekent en refereert aan het nationale bezit van de olie- en gasreserves van de provincie.